# حمله هم‌نوع‌خوار میامی
در ۲۶ مه ۲۰۱۲، در خیابان مک آرتور میامی رودی یوجین ۳۱ ساله به رونالد پوپو یک مرد بی‌خانمان حمله کرد و کنش وحشیانه او در جهان خبرساز شد. یوجین مرد بی‌خانمان را متهم کرد که کتاب مقدس او را دزدیده‌است. او صورت پوپو را تا دو چشمش برید و یکی از چشمانان او را از کاسه درآورد. و سرانجام با شلیک یک افسر پلیس میامی کشته شد. در نتیجه ماهیت تکان دهنده این حادثه یوجین به عنوان «زامبی میامی» لقب گرفت.